# Chiesa di San Timoteo (Roma)
La chiesa di San Timoteo è una chiesa di Roma, nella zona Casal Palocco, in viale Prassilla.
Fu costruita, su un terreno donato a titolo gratuito dalla Società Generale Immobiliare, tra il 1968 ed il 1970 su progetto dell'architetto Luigi Vagnetti, e fu solennemente consacrata dal cardinale vicario Angelo Dell'Acqua il 22 febbraio 1970.
La chiesa è sede parrocchiale, eretta il 24 giugno 1968 con il decreto Neminem fugit del cardinale vicario di Roma, Angelo Dell'Acqua.
Dal 14 febbraio 2015 insiste su di essa l'omonimo titolo cardinalizio.